# Michael Riley
Michael Riley (ur. 4 lutego 1962 w Londonie) – kanadyjski aktor telewizyjny, teatralny i filmowy.

## Życiorys
Urodził się w Londonie, w prowincji Ontario. Uczęszczał do Lord Elgin High School w Burlington. W 1984 ukończył National Theatre School w Montrealu.
Swoją karierę aktorską rozpoczął od gościnnych występów w sitcomie ABC Komediowa fabryka (Comedy Factory, 1985) u boku Keanu Reevesa, serialu Kay O’Brien (1986) oraz dramacie kryminalnym Ziemia poza prawem (No Man’s Land, 1987) z Charliem Sheenem. Zagrał Johanna Straussa Jr. w telewizyjnym biograficznym dramacie muzycznym Strauss: Król 3/4 czasu (Strauss: The King of 3/4 Time, 1995). W 1988 grał na scenie w przedstawieniu You Can’t Take It with You (Cieszmy się życiem).
Jest laureatem przyznawanych w Toronto pięciu nagród Gemini; za udział w filmie Pożądanie jej oczu (The Lust of His Eyes, 1994), dwukrotnie za postać Bretta Parkera w serialu CTV Twarda gra (Power Play, 1998−2000), rolę Stephena Crowe’a, ojca czternastoletniego Michaela aresztowanego przez policję pod zarzutem zabójstwa swojej dwunastoletniej siostry w dramacie telewizyjnym Sprawa Michaela Crowe’a (The Interrogation Of Michael Crowe, 2002) i kreację Elliota Sacksa w serialu Alicja w krainie prawa (This Is Wonderland, 2004–2006).
Pojawił się gościnnie w serialach: CBS Na południe (Due South, 1995), Po tamtej stronie (The Outer Limits, 1999, 2000) i CBS CSI: Kryminalne zagadki Las Vegas (CSI: Crime Scene Investigation, 2003).

## Filmografia

### Filmy fabularne
- 1987: Ziemia poza prawem (No Man’s Land) jako Horton
- 1995: Francuski pocałunek (French Kiss) jako pan Campbell
- 1997: Amistad jako brytyjski oficer
- 1998: Lodowe piekło (Ice, TV) jako Greg
- 2003: Z ulicy na Harvard (Homeless to Harvard: The Liz Murray Story, TV) jako Peter
- 2003: Amerykański książę – John F. Kennedy Junior (America’s Prince: The John F. Kennedy Jr. Story, TV) jako Douglas Conte
- 2004: Sugar jako człowiek
- 2005: Superwulkan – scenariusz katastrofy (Supervolcano, TV) jako Richard „Rick” Lieberman
- 2009: Mr. Nobody jako Harry

### Seriale TV
- 1995: Na południe (Due South) jako Walter Sparks
- 1998−2000: Twarda gra (Power Play) jako Brett Parker
- 1999: Po tamtej stronie (The Outer Limits) jako Gerard
- 2000: Po tamtej stronie (The Outer Limits) jako Jon Tarkman
- 2002–2004: Ace Lightning jako Ace Lightning (głos)
- 2003: CSI: Kryminalne zagadki Las Vegas (CSI: Crime Scene Investigation) jako Steven McCormick
- 2008: Detektyw Murdoch (Murdoch Mysteries) jako doktor Burrit Greyson
- 2009: Punkt krytyczny (Flashpoint) jako Pat „Lew” Cosgrove
- 2009–2011: Być jak Erica (Being Erica) jako dr Tom